# Johan Fredrik Hackman den yngre
Johan Fredrik Hackman den yngre, född 1 oktober 1801 i Viborg, död 14 augusti 1879 i Viborgs socken, var en finländsk affärsman, kommerseråd.  
Johan Fredrik Hackmann var son till Johan Fredrik Hackman den äldre och Marie Hackman. Johan Fredrik Hackman den äldre hade 1789 grundat handelshuset Hackman & Co i Viborg. År 1829 övertog Johan Fredrik Hackman den yngre ledningen av Hackman & Co av sin mor. Efter Saima kanals öppnande i mitten av 1850-talet upplevde företaget ett stort uppsving. Hackman deltog i grundläggandet av Tölö sockerbruk och Gasbelysnings ab. År 1866 grundade han även Havis AB för tillverkning av ljus och tvål. Vid Kymmene älvs mynning anlade han tillsammans med en kompanjon Kymmenedalens första ångsåg 1870, samt öppnade älven för flottning.
Hackman adlades 1874. Hans sonsons sonson Wilhelm Severin Hackman (född 1939) inflyttade 1944 till Sverige.